# Larentia oribates
Larentia oribates är en fjärilsart som beskrevs av Turner 1927. Larentia oribates ingår i släktet Larentia och familjen mätare. Inga underarter finns listade i Catalogue of Life.